# Hirtaeschopalaea borneensis
Hirtaeschopalaea borneensi é uma espécie de besouro na família Cerambycidae. Foi descrito por Breuning em 1963.